# Сеулешть
Сеулешть, Сеулешті (рум. Săulești) — село у повіті Горж в Румунії. Входить до складу комуни Сеулешть.
Село розташоване на відстані 211 км на захід від Бухареста, 29 км на південний схід від Тиргу-Жіу, 59 км на північний захід від Крайови.

## Населення
За даними перепису населення 2002 року у селі проживала 1101 особа, усі — румуни. Усі жителі села рідною мовою назвали румунську.